# 米倫湖
53°27′4″N 12°49′28″E / 53.45111°N 12.82444°E

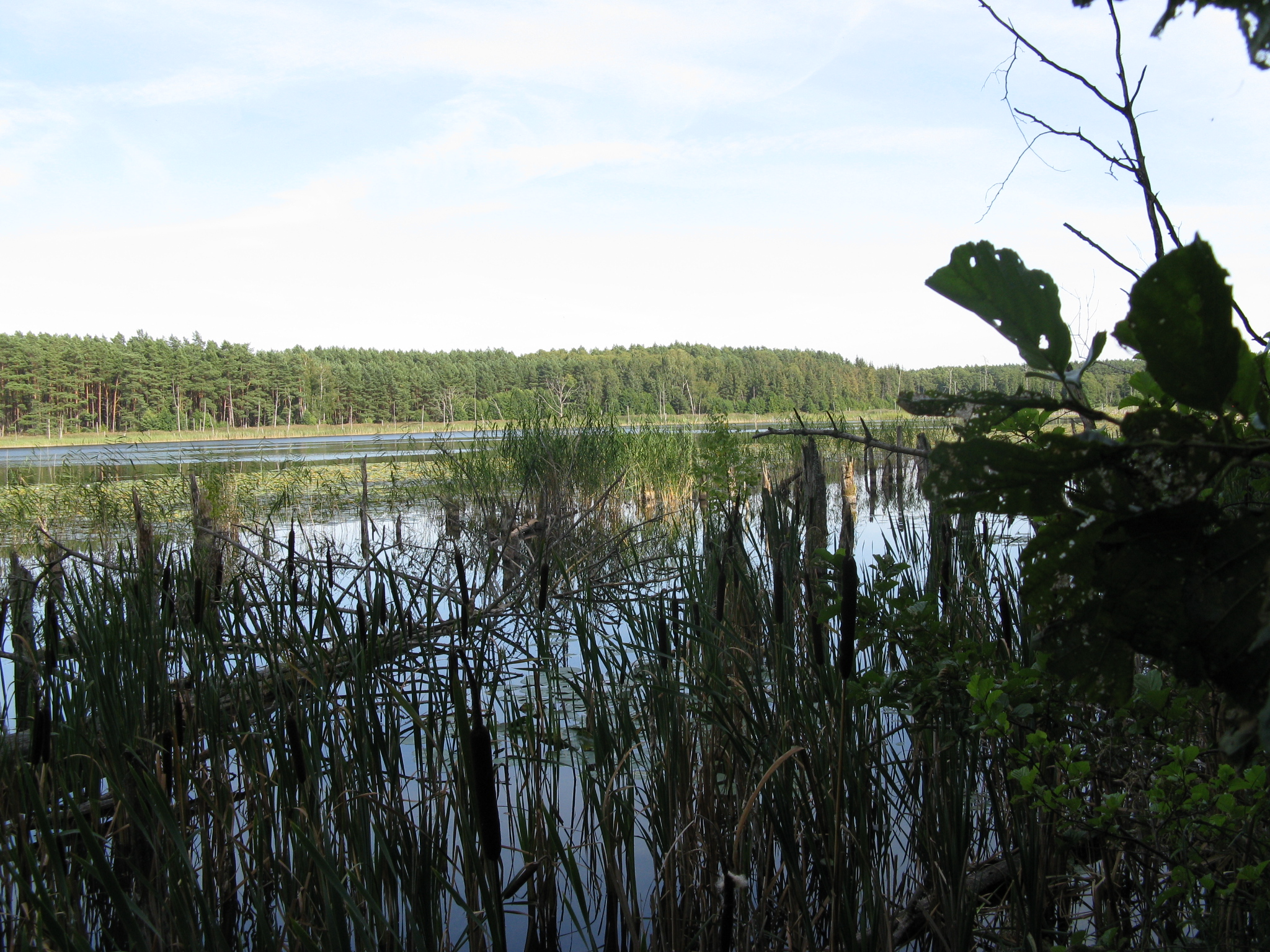

米倫湖（德語：Mühlensee），是德國的湖泊，位於該國東北部，由梅克倫堡-前波美拉尼亞州負責管轄，處於梅克倫堡湖區縣，長1公里、寬0.3公里，面積0.2平方公里，海拔高度65米。